# Caesalpinia pellucida
Caesalpinia pellucida är en ärtväxtart som beskrevs av Julius Rudolph Theodor Vogel. Caesalpinia pellucida ingår i släktet Caesalpinia och familjen ärtväxter. Inga underarter finns listade i Catalogue of Life.